# Brzostowo (Jedlice)
Brzostowo (nazwa przejściowa – Kalinowo, Ustronie) – przysiółek wsi Jedlice w Polsce, położony w województwie zachodniopomorskim, w powiecie pyrzyckim, w gminie Lipiany.
W latach 1975–1998 przysiółek administracyjnie należał do województwa szczecińskiego.